# PACTOR
PACTOR (englisch PACket Teleprinting Over Radio; oder auch lateinisch der Vermittler, Modulationsart: J2B) ist eine Betriebsart zur drahtlosen Datenübertragung. Die Betriebsart wurde speziell für den Datenverkehr auf Kurzwelle entwickelt, um die auf diesen Frequenzen vorkommenden Störungen (Schwankungen der Feldstärke, Interferenzen) zu kompensieren. So findet es vor allem als Übertragungsprotokoll bei WinLink, zum Versand von E-Mails und Dateien via Kurzwelle Verwendung. Die digitale Betriebsart findet Anwendung im Amateurfunk und bei kommerziellen Kurzwellendiensten.
Der Begriff  PACTOR ist ein Kofferwort, gebildet aus den Ausdrücken Packet Radio und AMTOR.
Die Entwickler von PACTOR sind die beiden deutschen Funkamateure Hans-Peter Helfert (DL6MAA) und Ulrich Strate (DF4KV). Die Entwicklung begann bereits in den 1980er Jahren als nachrichtentechnisches Hobbyprojekt, sie gründeten später ein Unternehmen zur Weiterentwicklung und zum Vertrieb.

## Entwicklung
Die Funkamateure Hans-Peter Helfert (DL6MAA) und Ulrich Strate (DF4KV) entwickelten das Verfahren Ende der 1980er Jahre als nachrichtentechnisches Hobbyprojekt. Zusammen gründeten sie aufgrund der großen Akzeptanz des neuen Verfahrens 1992 ein eigenes Unternehmen namens SCS. SCS bot spezielle Hard- und Software für den PACTOR-Betrieb an. Mittlerweile hat sich PACTOR neben MIL-STD-Modems als globaler Industriestandard für globale, schmalbandige Datenkommunikation über Kurzwelle etabliert. Die Technologie hat sich in den letzten 20 Jahren vom relativ einfachen Verfahren mit Frequenzumtastung (PACTOR-I) zu einem hochkomplexen System mit aufwändiger Fehlerkorrektur-Codierung sowie Quadraturamplitudenmodulation mit adaptiver Entzerrung (PACTOR-4) gewandelt.
Das ursprüngliche PACTOR verwendet eine bitsynchrone Übertragung mit automatischer Rückfrage bei Fehlern wie AMTOR, jedoch mit 8 Bit pro Zeichen, deutlich längeren Paketen sowie einem zyklischen Redundanzcheck als Fehlererkennungs-Algorithmus.
Zur Durchführung des PACTOR-Betriebs werden spezielle Controller benötigt, die zwischen das Terminal (meist ein gewöhnlicher PC mit entsprechendem Programm) und den Transceiver geschaltet werden. Die neueste Controller-Serie des Unternehmens SCS hat die Typenbezeichnung P4dragon DR-7800.
Mit PACTOR-4 kann bei eingeschalteter Kompression eine Datenübertragungsrate bis zu 10 500 Bit/s erreicht werden; zum Vergleich hat ISDN eine Datenübertragungsrate von 64 000 bit/s (64 kbit/s).

### PACTOR-I
Die ursprüngliche PACTOR-Variante verwendet AFSK mit zwei Tönen, wie AMTOR bei einer Bitrate von 100 bis 200 Bit/s.

### PACTOR-II
PACTOR-II (PTC-II) verwendet als Modulationsverfahren verschiedene Modi des DPSK:
| Modulations- verfahren | Symbol- rate | Brutto-Bitrate (Bit/s) | Netto-Bitrate (Bit/s) |
| ---------------------- | ------------ | ---------------------- | --------------------- |
| DBPSK                  | 1/2          | 200                    | 100                   |
| DQPSK                  | 1/2          | 400                    | 200                   |
| 8-DPSK                 | 2/3          | 600                    | 400                   |
| 16-DPSK                | 7/8          | 800                    | 700                   |

Bei eingeschalteter Online-Kompression beträgt die Bitrate etwa 1 200 Bit/s.

#### Fehlerkorrektur
Um das Signal weiterhin störfester zu machen, wird eine echte Faltungscodierung als Vorwärtsfehlerkorrektur eingesetzt. Das verringert nicht nur die Fehlerraten bei geringem Rauschabstand, sondern auch bei kurzzeitigen Störungsimpulsen und sogar Signalausfällen, ohne dass das entsprechende Paket noch einmal (aktiv) angefordert werden muss. Das ist wichtig, weil PACTOR-II Pakete mit dreifacher Länge unterstützt, die durch ihre Größe auch entsprechend anfälliger für kurze Störungen wie beispielsweise Sferics sind.

#### Kompression
Um die Bitrate weiter zu steigern, kommt auf Textebene eine Huffman-Kompression zur Anwendung. Alternativ dazu kann auch die von SCS entwickelte „Pseudo-Markov-Kodierung“ angewendet werden. Sie erhöht den Datendurchsatz bei reinem Text im Vergleich zum Huffman-Codec um etwa den Faktor 1,3. PACTOR-II kann im Betrieb prüfen, welche der drei Möglichkeiten (Unkomprimiert/Huffman/Pseudo-Markov) am schnellsten zu übertragen ginge und wendet die jeweilige Methode dann beim jeweiligen Paket an. Des Weiteren bietet das Protokoll dem Pseudo-Markov-Encoder die Möglichkeit einer englischen und einer deutschen Codierungstabelle. Für Huffman und Pseudo-Markov gibt es zudem noch einen Großbuchstaben-Modus. Insgesamt gibt es sechs verschiedene Komprimierungsmöglichkeiten, von denen PTC-II quasi in Echtzeit für jedes einzelne Paket die jeweils beste wählt. Außerdem gibt es zum Beispiel für längere Unterstreichungen im Text oder sonstige wiederkehrende Zeichenfolgen noch eine Lauflängencodierung, die einfach das betreffende Zeichen und seine Anzahl überträgt.

### PACTOR-III

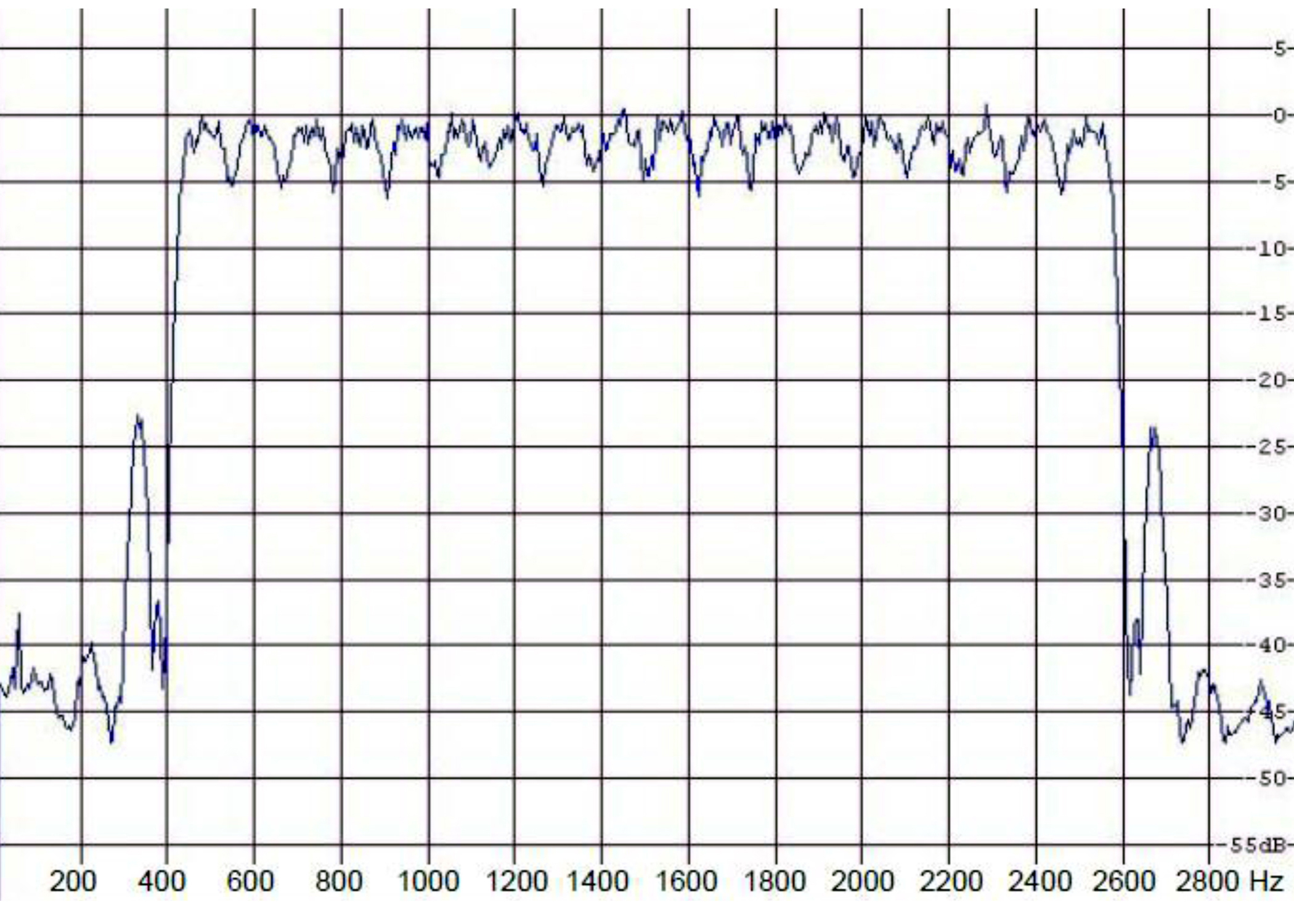
PACTOR-III-Signal mit Level 6

Bei dieser PACTOR-Variante wird ein Niederfrequenz-Mehrträgerverfahren mit bis zu 18 Einzelträgern (Tönen) von 400 Hz bis 2,4 kHz verwendet, von denen jeder einzelne PSK-moduliert ist. Somit hat PACTOR-III die Bandbreite eines SSB-Seitenbandes.
| Level | Anzahl der Träger | Brutto-Bitrate (Bit/s) | Netto-Bitrate (ohne Komprimierung, Bit/s) | Crestfaktor (dB) |
| ----- | ----------------- | ---------------------- | ----------------------------------------- | ---------------- |
| 1     | 2                 | 200                    | 76,8                                      | 1,9              |
| 2     | 6                 | 600                    | 247,5                                     | 2,6              |
| 3     | 14                | 1400                   | 588,8                                     | 3,1              |
| 4     | 14                | 2800                   | 1186,1                                    | 3,8              |
| 5     | 16                | 3200                   | 2039,5                                    | 5,2              |
| 6     | 18                | 3600                   | 2722,1                                    | 5,7              |

Die Bitrate hängt von der Protokollebene ab (siehe oben). Ohne Kompression werden bis zu 3600 Bit/s erreicht, mit Kompression bis zu 5200 Bit/s. Zur Kompression werden die gleichen Verfahren wie bei PACTOR-II angewandt.

### PACTOR-IV
Zur Ham Radio 2011 wurde ein neues Modem von SCS vorgestellt, das mit schlechteren Signal/Rauschverhältnissen auskommt und in der neuen Betriebsart Pactor4 betrieben werden kann. Diese erreicht eine Verbesserung um den Faktor 2 bei der Übertragungsgeschwindigkeit im Verhältnis zu PACTOR-III.

#### Modulation
PACTOR-IV verwendet im Gegensatz zu PACTOR-II und III nur einen einzelnen, phasenmodulierten Träger (Ausnahme Speedlevel 1). Dabei kommen von einfacher, gespreizter DQPSK bis hin zur höherwertigen QAM unterschiedliche Varianten zum Einsatz.
| Level | Modulations- verfahren | Brutto-Bitrate (Bit/s) | Netto-Bitrate (Bit/s) |
| ----- | ---------------------- | ---------------------- | --------------------- |
| 1     | 2-Ton DBPSK-Chirp      | 113                    | 46,9                  |
| 2     | DQPSK, Spread-16       | 225                    | 85,32                 |
| 3     | DQPSK, Spread-16       | 225                    | 147,2                 |
| 4     | DQPSK, Spread-8        | 450                    | 300,8                 |
| 5     | BPSK                   | 1800                   | 433,1                 |
| 6     | BPSK                   | 1800                   | 1069,5                |
| 7     | QPSK                   | 3600                   | 2199,5                |
| 8     | PSK8                   | 5400                   | 3304,5                |
| 9     | QAM16                  | 7200                   | 4407,5                |
| 10    | QAM32                  | 9000                   | 5512,5                |

Bei höchster Protokoll-Ebene wird ohne Kompression eine Bitrate von bis zu 5512 Bit/s erreicht, mit Kompression bis zu 10500 Bit/s (bei reiner Textübertragung). Es werden die gleichen Kompressionsverfahren wie bei PACTOR-II und III angewandt.

### Signal
- Details und Hörproben des Pactor-Protokolls
- PACTOR I im Signal Identification Wiki (Audiodateien, Wasserfallgrafiken und weitere Informationen).
- PACTOR II im Signal Identification Wiki (Audiodateien, Wasserfallgrafiken und weitere Informationen).
- PACTOR III im Signal Identification Wiki (Audiodateien, Wasserfallgrafiken und weitere Informationen).
- PACTOR IV im Signal Identification Wiki (Audiodateien, Wasserfallgrafiken und weitere Informationen).